# Rosalnice

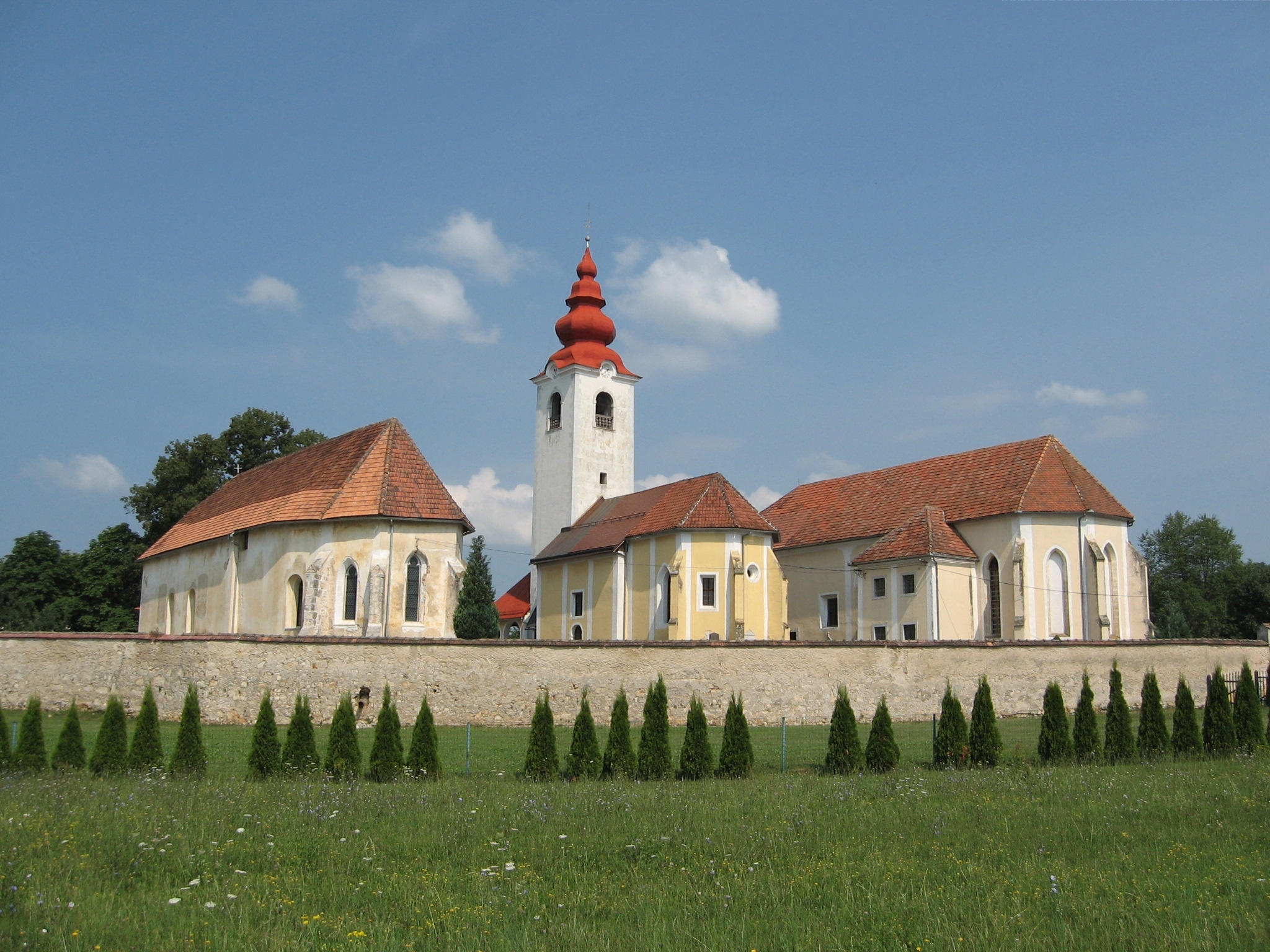
Die Kirchen

Rosalnice (Rosalnitz) ist ein Ort in der Gemeinde Metlika in der slowenischen Region Bela krajina. Im Ort finden sich einige alte und teilweise erhaltene strohgedeckte Bauernhäuser. Das kroatische Dorf Bubnjarci ist in Sichtweite, nur durch die Kupa getrennt, die bereits seit dem 12. Jahrhundert als Grenzfluss dient. Hier führt auch die 1913 erbaute stählerne Eisenbahnbrücke über den Fluss, die die Gleise weiterführte ab 1914 Richtung Karlovac.
In Rosalnice befindet sich der Stammsitz des Sanitärunternehmens Kolpa. Das Unternehmen stellt mittel- und hochpreisige Badezimmer und WC's her und exportiert diese vor allem nach Mittel- und Südosteuropa. 
Kolpa hat ca. 660 Mitarbeiter, davon 430 in Slowenien. Im sozialistischen Jugoslawien gegründet, gehörte es ursprünglich zu Novoles. 1982 wurde es als TOZD Tovarniška oprema eigenständig. Dreiundzwanzig Jahre lang war Miran Kulovec Direktor des Unternehmens.

## Sehenswürdigkeiten

### Tri Fare (Kirchen)
Bekannt ist Rosalnice als Wallfahrtsort, denn hier befindet sich ein einzigartiger Komplex von drei gotischen Kirchen Tri Fare (Drei Pfarreien), umgeben von einer gemeinsamen Mauer. Es ist das wichtigste Kunstdenkmal der Bela krajina.
Die ersten Kirchen wurden in der 2. Hälfte des 12. Jahrhunderts von den in Metlika ansässigen Tempelrittern gebaut. 1469 wurde dieser Komplex von den anrückenden Türken in Brand gesetzt und vernichtet.
- Die (nördliche) Kirche der Trauernden Gottesmutter besteht aus einem völlig barockisierten Schiff mit einem Gewölbe anstelle der flachen Decke und einem kreuzrippengewölbten Chor mit polygonalem Schluss (um 1400). Das Hauptportal ist gotisch. Die schönen Fresken im Inneren spiegeln den verspäteten Barockstil wider (1842, J. Egartner). Das Innere der Kirche ist von wertvoller spätbarocker Ausstattung aus der 2. Hälfte des 18. Jahrhunderts.
- Die (zentrale) Kirche Ecce homo setzt sich aus einem rechteckigen Schiff, das im Barock zu einem überkuppelten Achteck ausgebaut wurde, und einem kreuzrippengewölbten Chor mit polygonalem Schluss zusammen (Ende des 15. Jahrhunderts). Die Fresken in der Kuppel wurden von J. Tavčar aus Idrija im Stil des verspäteten Barocks ausgemalt.
- Die (südliche) Muttergotteskirche besteht aus einem Schiff, das im 19. Jahrhundert zu drei Schiffen umgebaut wurde, und einem vieleckig, fast rund abschließenden Chor mit einem Kreuzrippengewölbe (15. Jahrhundert). Im Chor befindet sich ein schönes spätgotisches Sanktuarium; außen sind noch Spuren gotischer Fresken erhalten. Hier befindet sich auch die älteste erhaltene Orgel, erbaut vom Orgelbaumeister Jonnes Georgius Eisel 1753.

Der die Kirchen umfassende alte Friedhof ist für Ahnenforscher aus den USA ein Erlebnis.

### Božakovo
Die von Metlika kommende Landstraße führt weiter zur Grenze zu Kroatien über das Dörfchen Božakovo (Sankt Magdalenen), ca. 1 km entfernt, mit seiner wunderschönen Kirche.
Besichtigenswert ist auch der Durchbruch der Kupa unterhalb des Dorfes in westlicher Richtung.